# Jan Rezek
Jan Rezek, född 5 maj 1982, är en tjeckisk fotbollsspelare som spelar för Teplice B. Han har tidigare representerat Tjeckiens landslag. 